# Élections législatives de 1956 dans le Cantal
Les élections législatives françaises de 1956 se déroulent le 2 janvier 1956. Dans le département du Cantal, trois députés sont à élire.

## Système électoral
Les élections législatives ont lieu au scrutin proportionnel plurinominal suivant la règle de la plus forte moyenne dans le cadre départemental, sans panachage. 
Le vote préférentiel est admis, en inscrivant un numéro d'ordre en face du nom d'un, de plusieurs, ou de tous les candidats de la liste. Mais l'ordre ne peut être modifié que si au moins la moitié des suffrages portés sur la liste est numérotée (dans les faits les modifications ne dépassent jamais les 7 %). Le total des voix d'une liste correspond ainsi généralement à la moyenne des suffrages recueillis par chacun de ses membres, d'où la légère différence entre le nombre total de voix comptées et le nombre effectif de suffrages exprimés. 
La loi électorale du 7 mai 1951 permet à plusieurs listes de s'apparenter entre elles avant le déroulement du scrutin, pour peu qu'elles se rattachent à un des « partis ou groupements nationaux » reconnus par le Ministère de l'Intérieur. Si la somme des voix obtenues par l'apparentement obtient une majorité absolue des suffrages exprimés, ces listes se partagent l’ensemble des sièges à pourvoir. Dans le cas contraire, les sièges sont répartis entre l'ensemble des listes, apparentées ou non, suivant la méthode de la plus forte moyenne. Les apparentements sont autorisés dans 95 des 103 circonscriptions métropolitaines, seuls les départements de la Seine et de la Seine-et-Oise en étant exclus. 

## Listes et candidats

### Listes en présence
| Liste             | Liste                                                                                      | Liste                                                                                      | Liste                                                                                      | Parti      | Tête de liste    |
| ----------------- | ------------------------------------------------------------------------------------------ | ------------------------------------------------------------------------------------------ | ------------------------------------------------------------------------------------------ | ---------- | ---------------- |
|                   | Liste du Parti Communiste Français                                                         | Liste du Parti Communiste Français                                                         | Liste du Parti Communiste Français                                                         | PCF        | Lucien Goutel    |
|                   | Liste du Parti Socialiste SFIO et Radical Socialiste du Front Républicain                  | Liste du Parti Socialiste SFIO et Radical Socialiste du Front Républicain                  | Liste du Parti Socialiste SFIO et Radical Socialiste du Front Républicain                  | SFIO - RAD | Germain Guibert  |
|                   |                                                                                            |                                                                                            |                                                                                            |            |                  |
|                   |                                                                                            |                                                                                            | Liste Républicaine de Défense Paysanne et d'Action Sociale                                 | UDSR - RGR | Augustin Chauvet |
|                   | Liste du Mouvement républicain populaire                                                   | MRP                                                                                        | François Laparra                                                                           |            |                  |
|                   | Liste d'Union des Indépendants et des Paysans                                              | CNIP - PPUS                                                                                | Camille Laurens                                                                            |            |                  |
| Apparentement n°1 |                                                                                            |                                                                                            |                                                                                            |            |                  |
|                   |                                                                                            |                                                                                            |                                                                                            |            |                  |
|                   | Liste du Rassemblement des Groupes Républicains et Indépendants Français                   | Liste du Rassemblement des Groupes Républicains et Indépendants Français                   | Liste du Rassemblement des Groupes Républicains et Indépendants Français                   | RGRIF      | Marie Curtil     |
|                   | Liste d'Union de Défense des Commerçants, Artisans, Ouvriers et Paysans (tendance Poujade) | Liste d'Union de Défense des Commerçants, Artisans, Ouvriers et Paysans (tendance Poujade) | Liste d'Union de Défense des Commerçants, Artisans, Ouvriers et Paysans (tendance Poujade) | UFF        | Ernest Testud    |

## Campagne
Département rural et plutôt conservateur, le Cantal est dominé depuis la Libération par le Parti paysan d'union sociale – rattaché au Centre national des indépendants et paysans depuis 1951 – localement représenté par Camille Laurens, figure influente du syndicalisme agricole et un des principaux porte-paroles du camp modéré à l'Assemblée nationale.
Ayant remporté l'ensemble des sièges à pourvoir au législatives de 1951 grâce à un large apparentement avec le MRP, l'UDSR et le Parti radical, Camille Laurens aborde le scrutin de 1956 avec une certaine assurance, confiant dans sa capacité à atteindre une nouvelle fois la majorité absolue des suffrages. De ses anciens partenaires de 1951 seuls les radicaux ont refusé de s'apparenter à lui, préférant faire liste commune avec leurs alliés socialistes du Front républicain.
La liste du Rassemblement des groupes républicains et indépendants français, déposée dans le seul but de gonfler la présence électorale du mouvement et obtenir le statut de « groupements national », ne participe pas à la campagne et ne fait imprimer aucun bulletin de vote.
Les prévisions préfectorales, faisant peu de cas de la liste poujadiste, annoncent la victoire de l'apparentement du Centre droit, la réelection de Camille Laurens, l'élection de son colistier Louis Thioléron et celle de l'UDSR Augustin Chauvet.

## Résultats

### Élus
| Parti           | Parti       | Député sortant  | Groupe | Groupe | Parti            | Parti       | Député élu      | Groupe | Groupe |
| --------------- | ----------- | --------------- | ------ | ------ | ---------------- | ----------- | --------------- | ------ | ------ |
|                 | CNIP - PPUS | Camille Laurens |        | IP     |                  | CNIP - PPUS | Camille Laurens |        | IPAS   |
| Georges Rolland | CNIP - PPUS |                 | SFIO   | IP     | Germain Guibert  |             | SOC             |        |        |
| Antony Joly     | CNIP - PPUS |                 | UDSR   | IP     | Augustin Chauvet |             | UDSR-RDA        |        |        |

### Résultats par liste
| Parti Liste                                                                                | Parti Liste          | Parti Liste          | Parti Liste          | Liste                | Liste   | Liste | Liste | Sièges | Sièges |  |
| Parti Liste                                                                                | Parti Liste          | Parti Liste          | Parti Liste          | Tête de liste        | Voix    | %     | +/-   | Total  | +/-    |  |
| ------------------------------------------------------------------------------------------ | -------------------- | -------------------- | -------------------- | -------------------- | ------- | ----- | ----- | ------ | ------ |  |
|                                                                                            |                      |                      | CNIP - PPUS          | Camille Laurens      | 20 896  | 25,13 | −6,57 | 1      | −2     |  |
| Liste d'Union des Indépendants et des Paysans                                              |                      |                      |                      |                      |         |       |       |        |        |  |
|                                                                                            | UDSR - RGR           | Augustin Chauvet     | 11 662               | 14,02                | +7,10   | 1     | +1    |        |        |  |
| Liste Républicaine de Défense Paysanne et d'Action Sociale                                 |                      |                      |                      |                      |         |       |       |        |        |  |
|                                                                                            | MRP                  | François Laparra     | 5 172                | 6,22                 | −2,64   | 0     | 0     |        |        |  |
| Liste du Mouvement Républicain Populaire                                                   |                      |                      |                      |                      |         |       |       |        |        |  |
| Apparentement n°1                                                                          | Apparentement n°1    | Apparentement n°1    | Apparentement n°1    | 37 730               | 45,37   | −2,11 | 2     | −1     |        |  |
|                                                                                            |                      |                      |                      |                      |         |       |       |        |        |  |
|                                                                                            | SFIO - RAD           | SFIO - RAD           | SFIO - RAD           | Germain Guibert      | 17 595  | 21,16 | −7,50 | 1      | +1     |  |
| Liste du Parti Socialiste SFIO et Radical Socialiste du Front Républicain                  |                      |                      |                      |                      |         |       |       |        |        |  |
|                                                                                            |                      |                      |                      |                      |         |       |       |        |        |  |
|                                                                                            | PCF                  | PCF                  | PCF                  | Lucien Goutel        | 14 124  | 16,98 | +0,17 | 0      | 0      |  |
| Liste du Parti Communiste Français                                                         |                      |                      |                      |                      |         |       |       |        |        |  |
|                                                                                            |                      |                      |                      |                      |         |       |       |        |        |  |
|                                                                                            | UFF                  | UFF                  | UFF                  | Ernest Testud        | 13 041  | 15,68 | Nv    | 0      | Nv     |  |
| Liste d'Union de Défense des Commerçants, Artisans, Ouvriers et Paysans (tendance Poujade) |                      |                      |                      |                      |         |       |       |        |        |  |
|                                                                                            |                      |                      |                      |                      |         |       |       |        |        |  |
|                                                                                            | RGRIF                | RGRIF                | RGRIF                | Marie Curtil         | 0       | 0,00  | Nv    | 0      | Nv     |  |
| Liste du Rassemblement des Groupes Républicains et Indépendants Français                   |                      |                      |                      |                      |         |       |       |        |        |  |
|                                                                                            |                      |                      |                      |                      |         |       |       |        |        |  |
| Somme                                                                                      | Somme                | Somme                | Somme                | Somme                | 82 490  | 99,19 |       |        |        |  |
| Votes exprimés                                                                             | Votes exprimés       | Votes exprimés       | Votes exprimés       | Votes exprimés       | 83 159  | 71,91 |       |        |        |  |
| Votes blancs et nuls                                                                       | Votes blancs et nuls | Votes blancs et nuls | Votes blancs et nuls | Votes blancs et nuls | 1 845   | 1,60  |       |        |        |  |
| Total                                                                                      | Total                | Total                | Total                | Total                | 85 004  | 73,50 | −1,22 | 3      | 0      |  |
| Abstentions                                                                                | Abstentions          | Abstentions          | Abstentions          | Abstentions          | 30 646  | 26,50 |       |        |        |  |
| Inscrits                                                                                   | Inscrits             | Inscrits             | Inscrits             | Inscrits             | 115 650 | 100   |       |        |        |  |

### Résultats par parti et coalition
| Parti et coalition   | Parti et coalition                                      | Parti et coalition            | Parti et coalition                                 | Voix    | %     | +/-   | Sièges | +/- |
| -------------------- | ------------------------------------------------------- | ----------------------------- | -------------------------------------------------- | ------- | ----- | ----- | ------ | --- |
|                      |                                                         |                               | Centre national des indépendants et paysans - PPUS | 20 896  | 25,13 | −6,57 | 1      | −2  |
|                      | Union démocratique et socialiste de la Résistance - RGR | 11 662                        | 14,02                                              | +7,10   | 1     | +1    |        |     |
|                      | Mouvement républicain populaire                         | 5 172                         | 6,22                                               | −2,64   | 0     | 0     |        |     |
| Centre droit         | Centre droit                                            | Centre droit                  | 37 730                                             | 45,37   | −2,11 | 2     | −1     |     |
|                      |                                                         |                               |                                                    |         |       |       |        |     |
|                      |                                                         |                               | Section française de l'Internationale ouvrière     | 11 737  | 14,11 | −7,36 | 1      | +1  |
|                      | Parti radical                                           | 5 858                         | 7,04                                               | −0,14   | 0     | 0     |        |     |
| Front républicain    | Front républicain                                       | Front républicain             | 17 595                                             | 21,16   | −7,50 | 1     | +1     |     |
|                      |                                                         |                               |                                                    |         |       |       |        |     |
|                      | Parti communiste français                               | Parti communiste français     | Parti communiste français                          | 14 124  | 16,98 | +0,17 | 0      | 0   |
|                      | Union et fraternité française                           | Union et fraternité française | Union et fraternité française                      | 13 041  | 15,68 | Nv    | 0      | Nv  |
|                      |                                                         |                               |                                                    |         |       |       |        |     |
| Somme                | Somme                                                   | Somme                         | Somme                                              | 82 490  | 99,19 |       |        |     |
| Votes exprimés       | Votes exprimés                                          | Votes exprimés                | Votes exprimés                                     | 83 159  | 71,91 |       |        |     |
| Votes blancs et nuls | Votes blancs et nuls                                    | Votes blancs et nuls          | Votes blancs et nuls                               | 1 845   | 1,60  |       |        |     |
| Total                | Total                                                   | Total                         | Total                                              | 85 004  | 73,50 | −1,22 | 3      | 0   |
| Abstentions          | Abstentions                                             | Abstentions                   | Abstentions                                        | 30 646  | 26,50 |       |        |     |
| Inscrits             | Inscrits                                                | Inscrits                      | Inscrits                                           | 115 650 | 100   |       |        |     |

### Cartes

Liste en tête dans chaque canton.
Bloc en tête dans chaque canton.

## Analyse
Les résultats sont une nette déception pour la majorité sortante, dont l'apparentement échoue à réunir la majorité absolue des suffrages. Les indépendants-paysans perdent plus de 6 points par rapport à 1951, passant sous la barre des 30 % pour la première fois depuis 1945. Ce net recul est principalement imputable à la percée poujadiste, la liste UFF ralliant à elle toute une frange de l'électorat paysan déçu par l'éloignement croissant de son député sortant et sensible à la dénonciation de « l’État inquisiteur ». 
Du Centre droit, seuls sont ainsi élus Camille Laurens et Augustin Chauvet, tandis que le socialiste Germain Guibert remporte le troisième siège pour le Front républicain.